# Cynthia Senek
Cynthia Senek (Curitiba, 27 de noviembre de 1991) es una actriz brasileña, conocida por interpretar a Glória en la segunda temporada de la serie de Netflix 3%.

## Filmografía

### Televisión
| Año  | Título                         | Personaje                       |
| ---- | ------------------------------ | ------------------------------- |
| 2002 | O Sonho de Luiza               |                                 |
| 2015 | Partes de mí                   |                                 |
| 2015 | Malhação: Seu Lugar no Mundo   | Maria Cristina da Silva (Krica) |
| 2016 | Malhação: Pro Dia Nascer Feliz | Maria Cristina da Silva (Krica) |
| 2018 | 3%                             | Glória                          |
| 2019 | A Dona do Pedaço               | Edilene Teresinha dos Santos    |
| 2022 | Temporada de Verano            | Marília                         |